# Loriano Valentini
Loriano Valentini (Grosseto, 16 luglio 1950) è un politico italiano.

## Biografia
Nato a Grosseto nel 1950, nel 1985 è eletto consigliere comunale per il Partito Comunista Italiano nella sua città natale. Diviene assessore a partire dal 1988, all'interno della giunta guidata da Flavio Tattarini. In seguito all'elezione di Tattarini in Parlamento, Valentini gli subentra come nuovo sindaco il 23 gennaio 1992.
Al termine del mandato, l'anno seguente, Valentini si candida a sindaco di Grosseto alle prime amministrative ad elezione diretta per il Partito Democratico della Sinistra, con la coalizione «Alleanza per Grosseto», che comprende anche il Partito Repubblicano Italiano e la lista civica Etica 2000. Al primo turno conquista il 38,17% delle preferenze, finendo al ballottaggio con il candidato Fausto Giunta (PRI) della lista Rinnovamento. Al secondo turno vince con il 52,81% e si insedia ufficialmente il 22 giugno. Alle amministrative del 1997 è nuovamente candidato a sindaco per un secondo mandato, ma viene sconfitto dal candidato del centro-destra Alessandro Antichi che al primo turno ottiene il 51,30% dei voti contro il 39,76% di Valentini.
Alle elezioni regionali della Toscana del 16 aprile 2000 è eletto per i Democratici di Sinistra nella circoscrizione provinciale di Grosseto con 9 735 preferenze, divenendo membro della Commissione speciale per i rapporti con l'Unione Europea, presidente della V Commissione cultura e sport e poi della III Commissione alle attività produttive. Alle regionali del 2005 è nuovamente eletto consigliere nella lista Uniti nell'Ulivo, poi confluito nel Partito Democratico nel 2007. Durante questo suo secondo periodo in Regione è membro della I Commissione agli affari istituzionali, oltre che vice-presidente della Commissione speciale per gli adempimenti statutari.
Dal 2012 al 2016 ricopre il ruolo di presidente della Fondazione Grosseto Cultura. Il 18 maggio 2019 è nominato direttore dell'Istituto storico grossetano della Resistenza e dell'età contemporanea (Isgrec), rimanendo in carica fino al 13 febbraio 2021.